# Rex pacis
Rex pacis (rei de la pau) és la denominació donada pel publicista Pierre Dubois a un rei cristià (que ell proposava fos Felip IV de França i que hauria de facilitar la reconquesta de Terra Santa, encapçalant una coalició de tots els prínceps cristians.

## Antecedents: el ProjecteRex bellator
Les caigudes de Sant Joan d'Acre el 1291 i, posteriorment, de l'illa de Ruad en 1302, van liquidar les romanalles del Regne de Jerusalem, que tan gran significat espiritual tenia per als cristians de l'Edat Mitjana. Diversos tractadistes van intentar donar explicacions teològiques i politicomilitars a la desfeta, i fer propostes per a la seva recuperació.
El més actiu d'ells (3 obres majors i diverses cartes i viatges al llarg del període 1292 al 1312) va ser fra Ramon Llull. A la primavera de 1305 va publicar el seu Liber de fine, on proposava abandonar les croades per mar i per Anatòlia i centrar-se en una nova ruta que, partint d'Almeria, passaria a Àfrica per Ceuta, i progressaria recolzada en la flota cristiana (que, en aquella conjuntura tan sols podia ser la catalana, que acabava d'escombrar els Anjou i les repúbliques italianes de la zona de la Mediterrània central) i amb l'ús dels almogàvers com a força de xoc. El cap de l'exèrcit, del qual formarien part els ordes militars units, seria un Rex bellator (rei guerrer), fill de rei, solter o vidu. El fill del rei Jaume el Just, l'infant Jaume d'Aragí i d'Anjou va ser preparat per a aquestes responsabilitats, va renunciar al matrimoni i va esdevenir cavaller de l'orde de Montesa (la continuadora del Temple), mentre que el rei, que ja era gonfanoner, capità general i almirall de l'Església, es va aprestar a la croada contra Almeria.
Si el papa Climent V hagués recolzat aquest projecte, el paper internacional de França hagués quedat totalment disminuït, de manera que era d'esperar una reacció, que, efectivament, es va produir.

## ElDe recuperatione Terrae Sanctae
Pierre Dubois va escriure, en resposta al Liber de fine, aquesta obra on proposa que Felip IV esdevingués aquest "rex pacis" de la manera següent:
- controlant el Papa Climent V, al qual es deixaria un paper espiritual i no polític, i se li exigiria el nomenament de cardenals francesos compromesos amb la política de Felip. També hauria de cedir la major part de les seves rendes per aplicar-les a la Croada i els territoris del Patrimoni de Sant Pere, per alliberar-lo de preocupacions terrenals. A més, se li exigiria el nomenament d'Emperador hereditari d'Alemanya per a un fill del rei de França i la cessió de la senyoria eminent sobre Anglaterra, Aragó i Catalunya, Sicília, Roma, Venècia, Gènova i Milà.
- convocant un concili general extraordinari on tots els prínceps haurien de jurar pau eterna entre cristians. Els refractaris, serien excomunicats i els violadors, serien atacats per tots els prínceps cristians. El concili aprovaria els canvis abans descrits.
- situant Carles I de Valois en el tron imperial de Constantinoble , i, a continuació, encarregant-li la direcció dels ordes militars (privats de totes les possessions territorials fora de Terra Santa, que se cedirien en emfiteusi i les rendes s'aplicarien a la guerra santa).
- situant Robert d'Anjou (un cop recuperada Sicília de mans de Frederic II) com a rei de Jerusalem i Egipte. Aquesta proposta va ser modificada en la segona edició, on va proposar donar Tunísia a Robert i fer rei de Xipre i Jerusalem (amb Egipte) al fill segon de Felip, Felip V de França «el Llarg», desfent-se, així, d'Amalric II de Chatillon, aliat dels Templers.

Altres mesures, encaminades a obtenir els recursos o a assegurar el triomf i la continuïtat eren: aplicar totes les rendes dels ordes no mendicants i les dels bisbats a la croada; la creació d'escoles per aprendre les llengües dels pobles del Pròxim Orient; l'ensinistrament de dones joves per casar-les amb musulmans i grecs i convertir-los al catolicisme.
És interessant veure com proposa tancar el pas al camí proposat per Ramon Llull (partint de Múrcia, conquerir Almeria, Ceuta, passar al Nord d'Àfrica i, recolzat l'exèrcit per la flota catalana, arribar a Egipte). Dubois proposa donar el regne de Granada a Ferran IV de Castella, i la corona de Castella als Infants de la Cerda (fills de la princesa francesa Blanca), deixant fora de joc el rei català Jaume el Just i la preparació de la croada contra Almeria.
Els fills dels reis de Jerusalem (descendents de Felip el Llarg) serien educats en la cort de París, i el paper de Felip IV i del seu primogènit Lluís X de França "l'obstinat" seria tenir fills i mai combatre ("rex pacis"). Dubois demana a Felip que es torni a casar, després d'haver enviudat de Joana de Navarra.
En produir-se l'ofensiva de Felip IV contra els Templers, Dubois va afegir els canvis necessaris a la seva proposta (dissolució del Temple, eliminació del rei Eymeric de Lusignan de Xipre...).
Sembla que el rei Felip IV va fer poc cas d'aquestes propostes i de qui les feia, i es va concentrar en la destrucció del Temple (i, encara que sense èxit, va proposar també la de l'Hospital) i l'expropiació de part de les seves riqueses, amb la qual cosa el projecte Rex bellator ja quedava desactivat.